# Campeonato Paulista Serie A2 2021
El Campeonato Paulista Serie A2 de 2021 fue la 76.ª edición del torneo de segunda división de los clubes de fútbol del estado de São Paulo. El torneo fue organizado por la Federación Paulista de Fútbol y concedió dos ascensos al Campeonato Paulista del año siguiente. El campeonato comenzó el 27 de febrero y finalizó el 31 de mayo.

## Sistema de juego
El campeonato de segunda división consiste en dos fases. En la primera de ellas, los 16 equipos participantes se enfrentarán entre sí a una sola rueda completando 15 fechas en total. Los ocho primeros equipos clasificarán a la segunda fase mientras que los dos últimos descenderán a la Serie A3 del próximo año. En la fase final, se jugarán cuartos de final, semifinales y final a partidos de ida y vuelta. Los dos equipos finalistas ascenderán al Campeonato Paulista de primera división del próximo año.

### Criterios de desempate
En caso de empate en la primera fase del campeonato, los criterios de desempate son:
1. Mayor número de victorias.
2. Mayor diferencia de gol.
3. Mayor número de goles a favor.
4. Menor número de tarjetas rojas recibidas.
5. Menor número de tarjetas amarillas recibidas.
6. Sorteo.

En caso de empate en las fases de cuartos de final, semifinales y final, se seguirán los criterios anteriores hasta el numeral 2. En caso de seguir empatados, el desempate se realizará por medio de tiros desde el punto penal.

## Equipos participantes
| Pos. | Descendidos del Paulistão 2020 a la Serie A2 |
| ---- | -------------------------------------------- |
| 15.º | Água Santa                                   |
| 16.º | Oeste                                        |

| Pos. | Ascendidos al Paulistão 2021 |
| ---- | ---------------------------- |
| 1º   | São Caetano                  |
| 2º   | São Bento                    |

| Pos. | Descendidos a la Serie A3 2021 |
| ---- | ------------------------------ |
| 15.º | Votuporanguense                |
| 16.º | Penapolense                    |

| Pos. | Ascendidos de la Serie A3 2020 a la Serie A2 |
| ---- | -------------------------------------------- |
| 1.º  | Velo Clube                                   |
| 2.º  | EC São Bernardo                              |

### Información de los equipos
| Equipo              | Ciudad                | Estadio                  | Capacidad | Posición 2020  |
| ------------------- | --------------------- | ------------------------ | --------- | -------------- |
| Água Santa          | Diadema               | Distrital do Inamar      | 10 000    | 15º (Serie A1) |
| Audax               | Osasco                | José Liberatti           | 17 430    | 13º            |
| Atibaia             | Atibaia               | Décio Vitta              | 8 136     | 11º            |
| EC São Bernardo     | São Bernardo do Campo | Primeiro de Maio         | 13 440    | 2º (Serie A3)  |
| Juventus            | São Paulo             | Rodolfo Crespi           | 3 800     | 8º             |
| Monte Azul          | Monte Azul Paulista   | Otacília Patrício Arroyo | 13 100    | 7º             |
| Oeste               | Barueri               | Arena Barueri            | 31 452    | 16º (Serie A1) |
| Portuguesa          | São Paulo             | Canindé                  | 21 004    | 5º             |
| Portuguesa Santista | Santos                | Ulrico Mursa             | 7 635     | 9º             |
| Red Bull Brasil     | Campinas              | Moisés Lucarelli         | 17 728    | 14º            |
| Río Claro           | Río Claro             | Augusto Schmidt Filho    | 6 284     | 10º            |
| São Bernardo        | São Bernardo do Campo | Primeiro de Maio         | 13 440    | 3º             |
| Sertãozinho         | Sertãozinho           | Frederico Dalmaso        | 7 869     | 12º            |
| Taubaté             | Taubaté               | Joaquim de Morais Filho  | 9 600     | 6º             |
| Velo Clube          | Río Claro             | Benito Agnelo Castellano | 8 136     | 1º (Serie A3)  |
| XV de Piracicaba    | Piracicaba            | Barão da Serra Negra     | 18 000    | 4º             |

## Primera fase
| Pos. | Equipos             | PJ | PG | PE | PP | GF | GC | Dif. | Pts. |
| ---- | ------------------- | -- | -- | -- | -- | -- | -- | ---- | ---- |
| 1.   | Oeste               | 15 | 11 | 3  | 1  | 24 | 8  | +16  | 36   |
| 2.   | Água Santa          | 15 | 8  | 7  | 0  | 22 | 10 | +12  | 31   |
| 3.   | Río Claro           | 15 | 6  | 7  | 2  | 18 | 13 | +5   | 25   |
| 4.   | Atibaia             | 15 | 6  | 6  | 3  | 16 | 9  | +7   | 24   |
| 5.   | São Bernardo        | 15 | 5  | 8  | 2  | 17 | 12 | +5   | 23   |
| 6.   | Red Bull Brasil     | 15 | 6  | 4  | 5  | 13 | 17 | −4   | 22   |
| 7.   | Portuguesa          | 15 | 5  | 7  | 3  | 21 | 14 | +7   | 22   |
| 8.   | XV de Piracicaba    | 15 | 5  | 6  | 4  | 11 | 10 | +1   | 21   |
| 9.   | Velo Clube          | 15 | 5  | 5  | 5  | 22 | 20 | +2   | 20   |
| 10.  | Juventus            | 15 | 4  | 5  | 6  | 15 | 19 | −4   | 17   |
| 11.  | Portuguesa Santista | 15 | 3  | 7  | 5  | 12 | 17 | −5   | 16   |
| 12.  | Monte Azul          | 15 | 3  | 5  | 7  | 12 | 16 | −4   | 14   |
| 13.  | Taubaté             | 15 | 3  | 5  | 7  | 16 | 22 | −6   | 14   |
| 14.  | Audax               | 15 | 3  | 5  | 7  | 5  | 14 | −9   | 14   |
| 15.  | EC São Bernardo     | 15 | 2  | 3  | 10 | 8  | 22 | −14  | 9    |
| 16.  | Sertãozinho         | 15 | 1  | 5  | 9  | 12 | 21 | −9   | 8    |

|  |                                    |
|  | Clasificados a cuartos de final.   |
|  | Eliminados.                        |
|  | Descendidos a la Serie A3 de 2022. |

## Fase final

### Cuadro de desarrollo
|  | Cuartos de final | Cuartos de final | Cuartos de final | Cuartos de final | Cuartos de final |   |       | Semifinales     | Semifinales     | Semifinales     | Semifinales     | Semifinales     |  |            | Final           | Final           | Final           | Final           | Final           |  |
|  | 18 y 21 de mayo  | 18 y 21 de mayo  | 18 y 21 de mayo  | 18 y 21 de mayo  | 18 y 21 de mayo  |   |       | 24 y 27 de mayo | 24 y 27 de mayo | 24 y 27 de mayo | 24 y 27 de mayo | 24 y 27 de mayo |  |            | 29 y 31 de mayo | 29 y 31 de mayo | 29 y 31 de mayo | 29 y 31 de mayo | 29 y 31 de mayo |  |
|  |                  |                  |                  |                  |                  |   |       |                 |                 |                 |                 |                 |  |            |                 |                 |                 |                 |                 |  |
|  |                  |                  |                  |                  |                  |   |       |                 |                 |                 |                 |                 |  |            |                 |                 |                 |                 |                 |  |
|  | 2                | Água Santa       | 2                | 1                | 3                |   |       |                 |                 |                 |                 |                 |  |            |                 |                 |                 |                 |                 |  |
|  | 2                | Água Santa       | 2                | 1                | 3                |   |       |                 |                 |                 |                 |                 |  |            |                 |                 |                 |                 |                 |  |
|  | 7                | Portuguesa       | 0                | 2                | 2                |   |       |                 |                 |                 |                 |                 |  |            |                 |                 |                 |                 |                 |  |
|  | 7                | Portuguesa       | 0                | 2                | 2                |   | 2     | Água Santa      | 2               | 2               | 4               |                 |  |            |                 |                 |                 |                 |                 |  |
|  |                  |                  |                  |                  |                  |   | 2     | Água Santa      | 2               | 2               | 4               |                 |  |            |                 |                 |                 |                 |                 |  |
|  |                  |                  | 3                | Río Claro        | 0                | 2 | 2     |                 |                 |                 |                 |                 |  |            |                 |                 |                 |                 |                 |  |
|  | 3                | Río Claro        | 3                | Río Claro        | 0                | 2 | 2     | 2               | 0               | 2               |                 |                 |  |            |                 |                 |                 |                 |                 |  |
|  | 3                | Río Claro        |                  |                  |                  |   |       |                 |                 | 2               |                 |                 |  |            |                 |                 |                 |                 |                 |  |
|  | 6                | Red Bull Brasil  | 1                | 0                | 1                |   |       |                 |                 |                 |                 |                 |  |            |                 |                 |                 |                 |                 |  |
|  | 6                | Red Bull Brasil  | 1                | 0                | 1                |   |       |                 |                 |                 |                 |                 |  | Água Santa | Água Santa      | 0               | 2               | 2 (3)           |                 |  |
|  |                  |                  |                  |                  |                  |   |       |                 |                 |                 |                 |                 |  | Água Santa | Água Santa      | 0               | 2               | 2 (3)           |                 |  |
|  |                  |                  | São Bernardo (p) | São Bernardo (p) | 0                | 2 | 2 (4) |                 |                 |                 |                 |                 |  |            |                 |                 |                 |                 |                 |  |
|  | 1                | Oeste            | São Bernardo (p) | São Bernardo (p) | 0                | 2 | 2 (4) | 0               | 2               | 2               |                 |                 |  |            |                 |                 |                 |                 |                 |  |
|  | 1                | Oeste            |                  |                  |                  |   |       |                 |                 | 2               |                 |                 |  |            |                 |                 |                 |                 |                 |  |
|  | 8                | XV de Piracicaba | 0                | 1                | 1                |   |       |                 |                 |                 |                 |                 |  |            |                 |                 |                 |                 |                 |  |
|  | 8                | XV de Piracicaba | 0                | 1                | 1                |   | 1     | Oeste           | 1               | 1               | 2 (3)           |                 |  |            |                 |                 |                 |                 |                 |  |
|  |                  |                  |                  |                  |                  |   | 1     | Oeste           | 1               | 1               | 2 (3)           |                 |  |            |                 |                 |                 |                 |                 |  |
|  |                  |                  | 5                | São Bernardo (p) | 1                | 1 | 2 (5) |                 |                 |                 |                 |                 |  |            |                 |                 |                 |                 |                 |  |
|  | 4                | Atibaia          | 5                | São Bernardo (p) | 1                | 1 | 2 (5) | 0               | 1               | 1               |                 |                 |  |            |                 |                 |                 |                 |                 |  |
|  | 4                | Atibaia          |                  |                  |                  |   |       |                 |                 | 1               |                 |                 |  |            |                 |                 |                 |                 |                 |  |
|  | 5                | São Bernardo     | 1                | 1                | 2                |   |       |                 |                 |                 |                 |                 |  |            |                 |                 |                 |                 |                 |  |
|  | 5                | São Bernardo     | 1                | 1                | 2                |   |       |                 |                 |                 |                 |                 |  |            |                 |                 |                 |                 |                 |  |
|  |                  |                  |                  |                  |                  |   |       |                 |                 |                 |                 |                 |  |            |                 |                 |                 |                 |                 |  |

Nota: El equipo que ocupa la primera línea es el que define la serie como local.

### Cuartos de final
| 18 de mayo de 2021, 11:00 (UTC-3) | Red Bull Brasil | 1:2 (1:1) | Río Claro                   | Estadio Nabi Abi Chedid, Bragança Paulista |                            |
|                                   | Wallison 5'     | Reporte   | Gian 19' (pen.) · Timbó 88' | Asistencia: 0 espectadores                 | Asistencia: 0 espectadores |

| 21 de mayo de 2021, 11:00 (UTC-3) | Río Claro | 0:0     | Red Bull Brasil | Estadio Augusto Schmidt Filho, Río Claro |                            |
|                                   |           | Reporte |                 | Asistencia: 0 espectadores               | Asistencia: 0 espectadores |

| 18 de mayo de 2021, 15:30 (UTC-3) | São Bernardo    | 1:0 (0:0) | Atibaia | Estadio Primeiro de Maio, São Bernardo do Campo |                            |
|                                   | João Carlos 49' | Reporte   |         | Asistencia: 0 espectadores                      | Asistencia: 0 espectadores |

| 21 de mayo de 2021, 15:30 (UTC-3) | Atibaia           | 1:1 (1:0) | São Bernardo    | Estadio Martins Pereira, São José dos Campos |                            |
|                                   | Felipe Menezes 9' | Reporte   | João Carlos 85' | Asistencia: 0 espectadores                   | Asistencia: 0 espectadores |

| 18 de mayo de 2021, 19:00 (UTC-3) | Portuguesa | 0:2 (0:1) | Água Santa                    | Estadio do Canindé, São Paulo |                            |
|                                   |            | Reporte   | Rhuan 35' · Dadá Belmonte 49' | Asistencia: 0 espectadores    | Asistencia: 0 espectadores |

| 21 de mayo de 2021, 19:00 (UTC-3) | Água Santa        | 1:2 (1:1) | Portuguesa                       | Estadio Primeiro de Maio, São Bernardo do Campo |                            |
|                                   | Dadá Belmonte 35' | Reporte   | Walfrido 29' · Hélder 83' (a.g.) | Asistencia: 0 espectadores                      | Asistencia: 0 espectadores |

| 18 de mayo de 2021, 21:30 (UTC-3) | XV de Piracicaba | 0:0     | Oeste | Estadio Barão da Serra Negra, Piracicaba |                            |
|                                   |                  | Reporte |       | Asistencia: 0 espectadores               | Asistencia: 0 espectadores |

| 21 de mayo de 2021, 21:30 (UTC-3) | Oeste                         | 2:1 (0:1) | XV de Piracicaba   | Arena Barueri, Barueri     |                            |
|                                   | Léo Arthur 46' · Sandoval 78' | Reporte   | Mazinho 33' (pen.) | Asistencia: 0 espectadores | Asistencia: 0 espectadores |

### Semifinales
| 24 de mayo de 2021, 15:00 (UTC-3) | Río Claro | 0:2 (0:1) | Água Santa                       | Estadio Augusto Schmidt Filho, Río Claro |                            |
|                                   |           | Reporte   | Renato 36' · Bambam 90+5' (pen.) | Asistencia: 0 espectadores               | Asistencia: 0 espectadores |

| 27 de mayo de 2021, 18:45 (UTC-3) | Água Santa              | 2:2 (1:0) | Río Claro                    | Estadio Primeiro de Maio, São Bernardo do Campo |                            |
|                                   | Bambam 36' · Netuno 78' | Reporte   | Cesinha 48' · Thiaguinho 87' | Asistencia: 0 espectadores                      | Asistencia: 0 espectadores |

| 24 de mayo de 2021, 20:00 (UTC-3) | São Bernardo  | 1:1 (0:0) | Oeste             | Estadio Primeiro de Maio, São Bernardo do Campo |                            |
|                                   | Gionnotti 86' | Reporte   | Victor Lisboa 68' | Asistencia: 0 espectadores                      | Asistencia: 0 espectadores |

| 27 de mayo de 2021, 21:00 (UTC-3) | Oeste                                              | 1:1 (1:1) (3:5 p.)         | São Bernardo                                                  | Arena Barueri, Barueri     |                            |
|                                   | Zeca 22'                                           | Reporte                    | João Carlos 9'                                                | Asistencia: 0 espectadores | Asistencia: 0 espectadores |
|                                   |                                                    | Tiros desde el punto penal |                                                               |                            |                            |
|                                   | Léo Artur · Gustavo Salomão · De Paula · Léo Ceará |                            | Patrick · Léo Castro · Renan Diniz · Rafael Costa · Gionnotti |                            |                            |

### Final
| 29 de mayo de 2021, 19:00 (UTC-3) | São Bernardo | 0:0     | Água Santa | Estadio Primeiro de Maio, São Bernardo do Campo |                            |
|                                   |              | Reporte |            | Asistencia: 0 espectadores                      | Asistencia: 0 espectadores |

| 31 de mayo de 2021, 17:30 (UTC-3) | Água Santa                                                          | 2:2 (0:2) (3:4 p.)         | São Bernardo                                                       | Estadio do Canindé, São Paulo |                            |
|                                   | Dadá Belmonte 66' 83'                                               | Reporte                    | Léo Castro 11' (pen.) · Lucas Ferron 45'                           | Asistencia: 0 espectadores    | Asistencia: 0 espectadores |
|                                   |                                                                     | Tiros desde el punto penal |                                                                    |                               |                            |
|                                   | Giovanni Pavani · Carlos Alberto · Bambam · Dieyson · Dadá Belmonte |                            | Patrick · Rafael Costa · Lucas Ferron · Eduardo Diniz · Tiago Luís |                               |                            |

| Bandera del estado de São Paulo |
| Campeón                         |
| São Bernardo 2.do título        |

## Clasificación general
| Pos. | Equipos             | PJ | PG | PE | PP | GF | GC | Dif. | Pts. | Nota                                    |
| ---- | ------------------- | -- | -- | -- | -- | -- | -- | ---- | ---- | --------------------------------------- |
| 1.   | São Bernardo (C)    | 21 | 6  | 13 | 2  | 23 | 17 | +6   | 31   | Ascendidos al Campeonato Paulista 2022. |
| 2.   | Água Santa          | 21 | 10 | 10 | 1  | 31 | 16 | +15  | 40   | Ascendidos al Campeonato Paulista 2022. |
| 3.   | Oeste               | 19 | 12 | 6  | 1  | 28 | 11 | +17  | 42   | Clasificado a la Copa de Brasil 2022.   |
| 4.   | Río Claro           | 19 | 7  | 9  | 3  | 22 | 18 | +4   | 30   |                                         |
| 5.   | Portuguesa          | 17 | 6  | 7  | 4  | 23 | 17 | +6   | 25   |                                         |
| 6.   | Atibaia             | 17 | 6  | 7  | 4  | 17 | 11 | +6   | 25   |                                         |
| 7.   | Red Bull Brasil     | 17 | 6  | 5  | 6  | 14 | 19 | −5   | 23   |                                         |
| 8.   | XV de Piracicaba    | 17 | 5  | 7  | 5  | 12 | 12 | 0    | 22   |                                         |
| 9.   | Velo Clube          | 15 | 5  | 5  | 5  | 22 | 20 | +2   | 20   |                                         |
| 10.  | Juventus            | 15 | 4  | 5  | 6  | 15 | 19 | −4   | 17   |                                         |
| 11.  | Portuguesa Santista | 15 | 3  | 7  | 5  | 12 | 17 | −5   | 16   |                                         |
| 12.  | Monte Azul          | 15 | 3  | 5  | 7  | 12 | 16 | −4   | 14   |                                         |
| 13.  | Taubaté             | 15 | 3  | 5  | 7  | 16 | 22 | −6   | 14   |                                         |
| 14.  | Audax               | 15 | 3  | 5  | 7  | 5  | 14 | −9   | 14   |                                         |
| 15.  | EC São Bernardo     | 15 | 2  | 3  | 10 | 8  | 22 | −14  | 9    | Descendidos a la Serie A3 2022.         |
| 16.  | Sertãozinho         | 15 | 1  | 5  | 9  | 12 | 21 | −9   | 8    | Descendidos a la Serie A3 2022.         |